# Toujounine
Toujounine este o comună din Nouakchott, Mauritania, cu o populație de 56.064 locuitori.